# Tchebek (město)
Tchebek (korejsky: 태백)je město v Jižní Koreji. Nachází se v severovýchodní části území, v provincii Kangwon. Nachází se v horách Tchebek ve výšce 650-700 m n. m. a jde o nejvýše položené město v Jižní Koreji. Nedaleko města je ve výšce 1640 m n. m. chrám Manggyeongsa, který zbudoval buddhistický mnich Čadžang v 7. století n. l. za dynastie Silla. V chrámu je socha bódhisattvy moudrosti. U vchodu do chrámu se také nachází Dračí pramen, což je nejvýše položený pramen v Jižní Koreji.

## Partnerská města
- Baguio, Filipíny (25. duben 2006)

- Kao-an, Čínská lidová republika (23. červen 2004)